# Maria Shriverová
Maria Owings Shriverová (výslovnost: /ˈʃraɪvər/; * 6. listopadu 1955, Chicago, Illinois) je americká novinářka, spisovatelka a v letech 2003–2011 první dáma Kalifornie z titulu manželky tamního guvernéra Arnolda Schwarzeneggera. Pochází z rodiny Kennedyů.

## Osobní život
Narodila se v Chicagu ve státě Illinois. Po otci získala německé římskokatolické kořeny, po matce má irské předky. Je druhým potomkem a jedinou dcerou politika Sargenta Shrivera a Eunice Kennedyové Shriverové, která byla sestrou prezidenta USA Johna Fitzgeralda, ministra Roberta Francise a senátora Edwarda Moorea Kennedyho.
Navštěvovala střední školu Westland Middle School v Bethesdě (Maryland) na předměstí Washingtonu, D.C., ovšem maturitu složila na Stone Ridge Country Day School of the Sacred Heart tamtéž. V roce 1977 získala bakalářský diplom v oboru americká studia na Georgetownské univerzitě ve Washingtonu, D.C.

## Profesní kariéra
Ve své knize Ten Things I Wish I'd Known Before I Went Out Into The Real World (2000) píše, že pro žurnalistiku získala vášeň poté, co byla posazena dozadu předvolebního letadla spolu s novináři, když pracovala jako dobrovolník pro svého otce, který kandidoval na úřad viceprezidenta USA. Tento zážitek popsala „jako nejlepší věc, která se mi v životě udála.“ Potom, co byla zaměstnána jako novinářka na KYW-TV ve Filadelfii, zakotvila v letech 1985–1987 v ranním zpravodajství Morning News stanice CBS společně s Forrestem Sawyerem. Další dva roky (1987–1989) se podílela na pořadech NBC News's Sunday Today a víkendovém vydání NBC Nightly News. V období 1989–2004 přispívala do Dateline NBC. V srpnu 2003 si vzala v NBC neplacené volno, protože její manžel získal republikánskou nominaci na post guvernéra Kalifornie.
17. listopadu 2003, v den inaugurace Arnolda Schwarzeneggera 38. guvernérem, se stala první dámou Kalifornie. Následně se vrátila ke zpravodajství na Dateline NBC.
3. února 2004 NBC oznámila, že jí stanice uvolňuje ze svých závazků pro střet zájmů plynoucí z role první dámy státu a její rostoucí mediální obhajoby kroků manželovy administrativy.
V roce 1993 si zahrála sama sebe ve filmu Poslední akční hrdina spolu s manželem. Také se objevila v malé roli epizody Be Prepared (2006) televizního seriálu That's So Raven. 23. března 2007 došlo k jejímu návratu do televizního zpravodajství, když se ujala moderování panelové diskuze v talk show Larry King Live na stanici CNN, probíhající na téma nádor prsu. Mezi diskutujícími byly například Susan love či Sheryl Crow. Díky přehnanému zájmu médií ve věci smrti modelky Anny Nicole Smithové prohlásila, že se k práci ve sdělovacích prostředcích již nevrátí.

## Osobní život

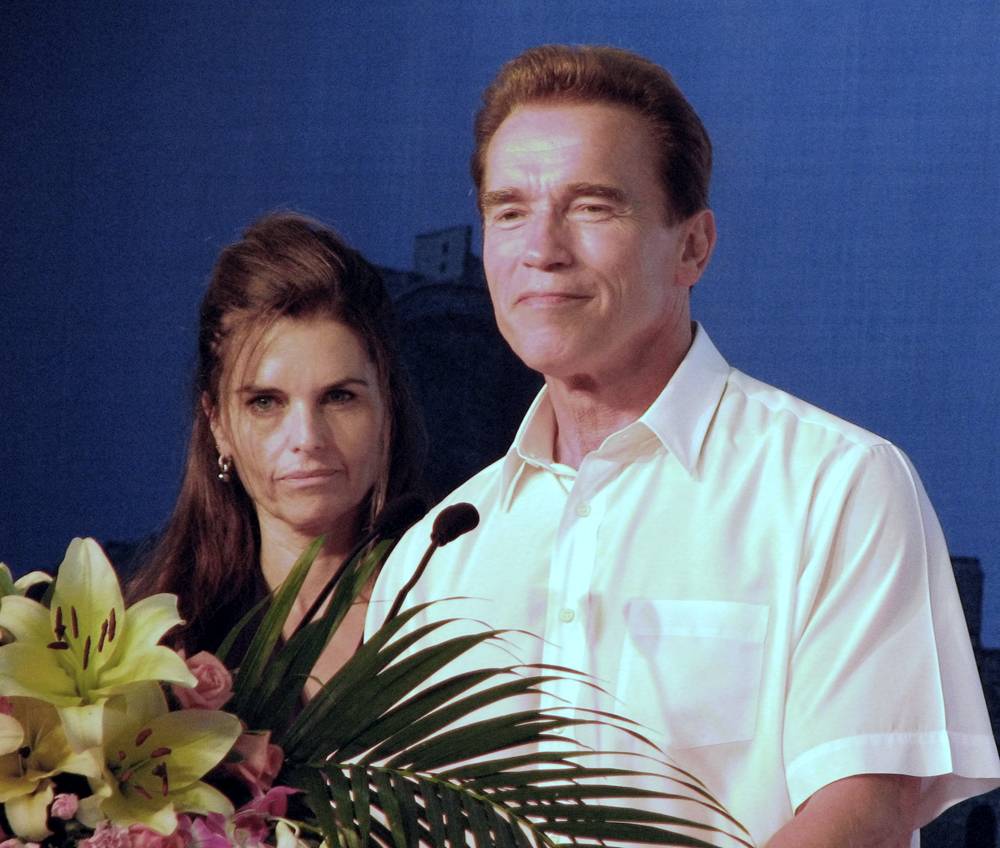
Shriverová se Schwarzeneggerem v Pekingu 2007

V roce 1977 byla Tomem Brokawem představena rakouskému kulturistovi a herci Arnoldu Schwarzeneggerovi na charitativním tenisovém turnaji konaném v jejich domově, který pořádala matka Eunice Kennedyová Shriverová. 26. dubna 1986 se za něj v římskokatolickém chrámu St. Francis Xavier v rodinném sídle Hyannis provdala. Mají spolu čtyři děti, dvě dcery a dva syny: Katherine Eunice (* 1989, Los Angeles), Christina Maria Aurelia (* 1991, Los Angeles), Patrick Arnold Shriver (* 1993, Los Angeles) a Christopher Sargent Shriver (* 1997 Los Angeles). Rodina žije v sídle o rozloze 1022 m2 v Brentwoodu. Předtím vlastnili dům v Pacific Palisades. Víkendová rodinná sídla mají v Ketchum (Idaho) a keendyovském Hyannisu (Massachusetts).
V Nemocnici sv. Jana (Saint John's Health Center) jsou jesle pojmenovány po Marii Shriverové. Také po ní získal jméno druh růže. Obdržela mezinárodní ocenění Peabody udělované v oblasti rozhlasového a televizního vysílání. Rovněž je držitelkou ceny Emmy.
7. dubna 2008 bylo odhaleno, že došlo k úniku informací z její zdravotní karty vedené v Ronald Reagan UCLA Medical Center.
9. května 2011 manželé oznámili, že se rozchází a budou žít odděleně. Shriverová opustí rodinné sídlo Brentwoodu.

## Dílo
- SHRIVER, Maria. Ten Things I Wish I'd Known Before I Went Out Into The Real World. [s.l.]: Grand Central Publishing, 2000. Dostupné online. ISBN 9780446526128.
- SHRIVER, Maria. What's Wrong With Timmy?. [s.l.]: Little, Brown and Company, 2001. Dostupné online. ISBN 9780316233378.
- SHRIVER, Maria. What's Happening to Grandpa?. [s.l.]: Little Brown Young Publishing, 2004. ISBN 0316001015.
- SHRIVER, Maria. And One More Thing Before You Go.... [s.l.]: The Free Press, 2005. Dostupné online. ISBN 9780743281010.
- SHRIVER, Maria. What's Heaven?. [s.l.]: Golden Books Adult Publishing, 2007. ISBN 9780312382414.
- SHRIVER, Maria. Just Who Will You Be?: Big Question, Little Book, Answer Within. [s.l.]: Hyperion, 2008. Dostupné online. ISBN 9781401323189.